# كأس البرازيل 2002
كأس البرازيل 2002 هو الموسم 14 من كأس البرازيل. أقيم خلال الفترة 23 يناير 2002 وحتى 15 مايو 2002، وأشرف على تنظيمه اتحاد البرازيل لكرة القدم، وكان عدد الأندية المشاركة فيه 64، وفاز فيه نادي كورينثيانز.